# 道特弗塔尔
道特弗塔尔（德語：Dautphetal，意为“道特弗河谷”）是德国黑森州的一个市镇。总面积72.03平方公里，总人口11669人，其中男性5746人，女性5923人（2011年12月31日），人口密度162人/平方公里。